# Argir
Argir (IPA: [ˈaɹʤɪɹ], dänisch Arge) ist ein Ort der Färöer mit über 2000 Einwohnern und heute der südliche Stadtteil von Tórshavn, der Hauptstadt der Färöer, die auf der größten Insel Streymoy gelegen ist.

## Ort

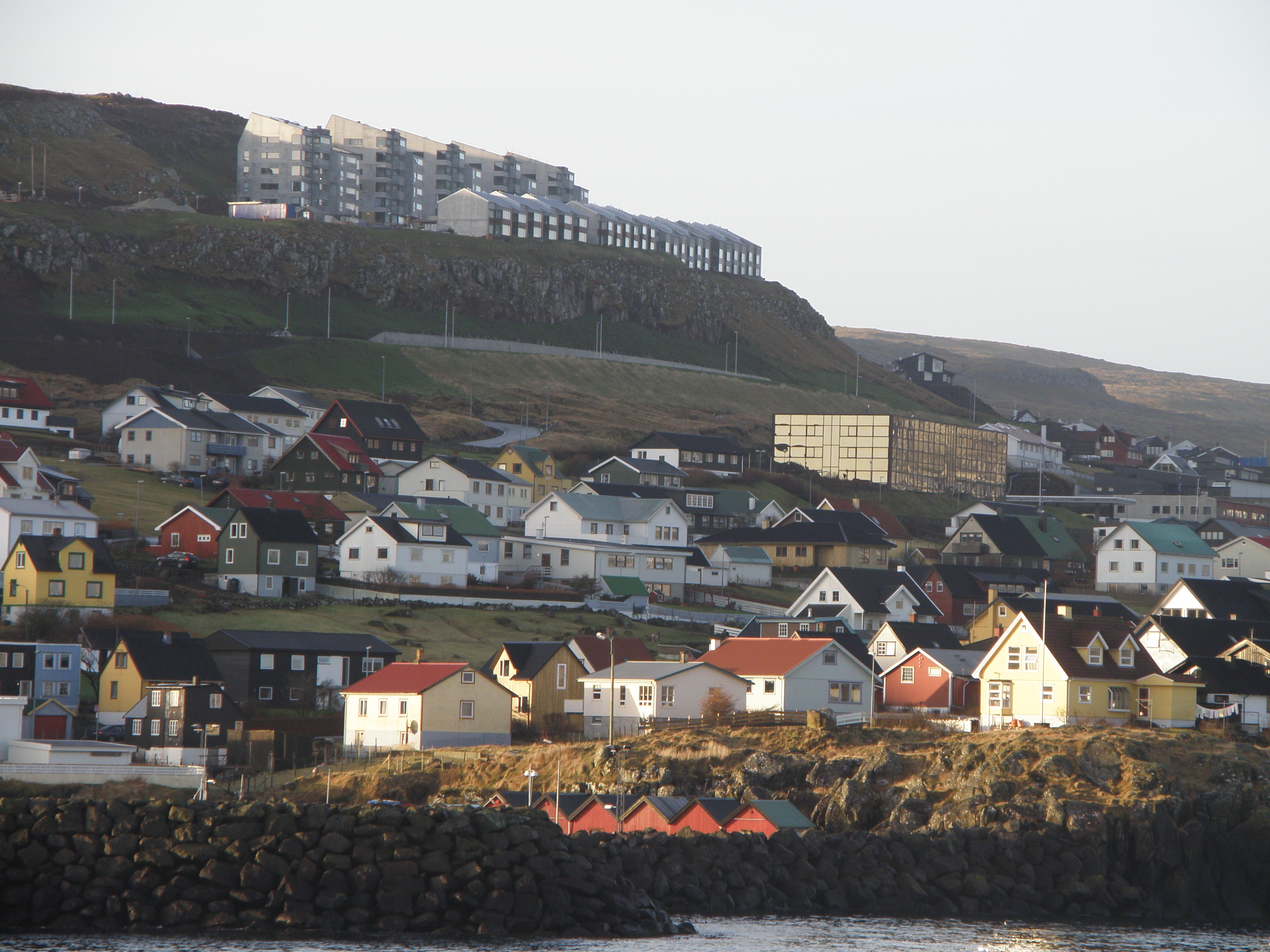
Argir

Argir war einst ein Dorf südlich von Tórshavn, das sich im Lauf des 20. Jahrhunderts zum Sitz der Argja kommuna entwickelte. Diese Gemeinde wurde jedoch im Jahr 1997 mit der Hauptstadtgemeinde Tórshavn (Tórshavnar kommuna) zusammengelegt. Durch die verstärkte Bautätigkeit erstreckt sich Argir inzwischen bis weit in die Hänge. Von hier aus hat man einen schönen Blick auf die Hauptstadt und das Meer mit der vorgelagerten Insel Nólsoy. Argir verfügt auch über einen idyllischen kleinen Hafen.
Die erste Schule entstand 1952 und die erste Kirche errichtete man 1974 in Argir. Im Jahr 2006 wurde im leerstehenden „íshúsið“, einem ehemaligen Eislager im Uferbereich in Argir, das Meereswasseraquarium der Färöer (Føroya Sjósavn) eröffnet.
Der Fußballverein von Argir ist Argja Bóltfelag (AB).
Ein weiterer örtlicher Sportverein ist der 1982 gegründete Ruderverein von Argir (Argja Róðrarfelag). Er zählt mittlerweile zu den größten Vereinen dieser Sportart auf den Färöern und ist mit 26 gewonnenen Färöer-Meisterschaften (2015) gleich nach dem Tórshavner Ruderverein (Havnar Róðrarfelag) der zweiterfolgreichste auf den Inseln im Nordatlantik.

## Geschichte

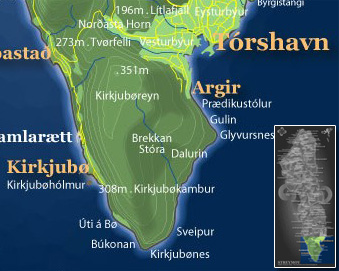
Lage von Argir auf Südstreymoy

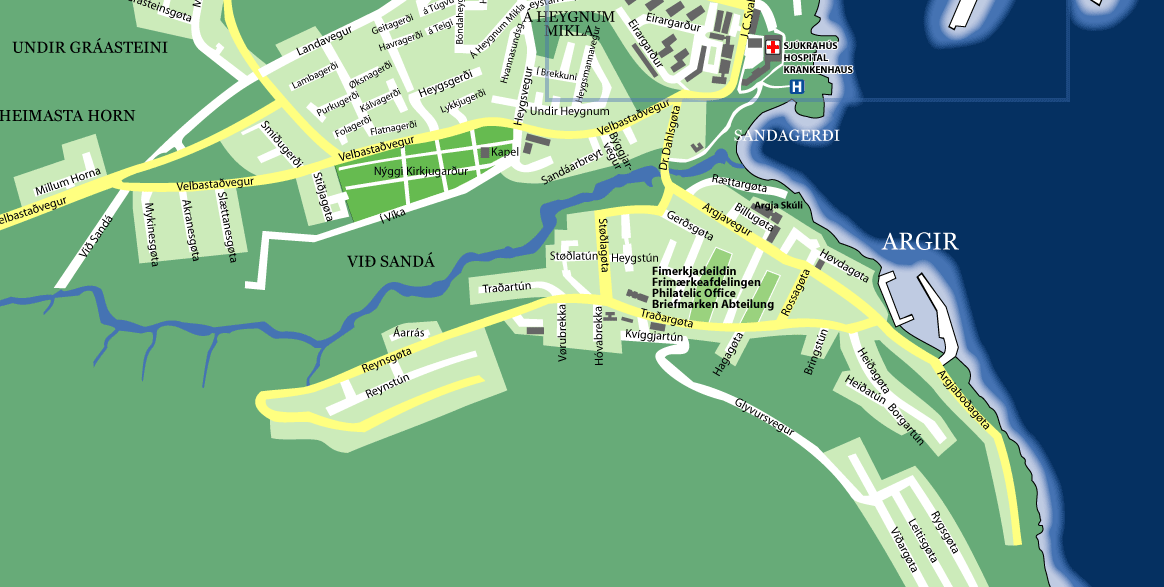
Straßenkarte von Argir.

Erstmals schriftlich erwähnt wird der Ortsname in einem Güterverzeichnis aus dem Jahr 1584. Die Gegend war jedoch höchstwahrscheinlich schon im Mittelalter besiedelt, worauf unter anderem der Name des Ortes hinweist, der auf eine Art der Sommerweidewirtschaft zurückgeführt wird, die im Mittelalter auch in Irland und Schottland verbreitet war und dort auf Gälisch airge genannt wurde. In Skandinavien ist sie dagegen unter der Bezeichnung Seter,  sæter oder säter bekannt.
Der lutherische Hamburger Kaufmann Thomas Köppen (oder auch Koppen bzw. Køpping) hatte vom dänischen König im Jahr 1529 die Färöer als Lehen erhalten. Um 1538/1539 fand auf den Färöern dann, wie zuvor schon zuvor in Norwegen und Dänemark, der Glaubenswechsel statt. Wenige Jahre danach, im Jahr 1545, wurde unter dem in Kirkjubøur residierenden Bischof Jens Riber in Argir ein Hospital für Kranke mit schweren ansteckenden Krankheiten, hauptsächlich Lepra, errichtet. Man wählte damals den Ort wegen seiner abgeschiedenen Lage. Knapp zwei Jahre danach, 1547, wurde Köppen als Lehnsherr vom König auch zum Unterhalt der neugeschaffenen Lateinschule in Tórshavn und des neuen Hospitals in Argir verpflichtet. Köppen starb jedoch bereits 1553 und das Färöer-Lehen ging 1555 über nach Bergen in Norwegen.
Auch in der sogenannten Gabelzeit ab 1655 war der Lehnsherr für den Unterhalt der Lateinschule in Tórshavn und des Hospitals in Argir mit je 100 Gulden zuständig. In der ersten Hälfte des 18. Jahrhunderts nahm die Zahl der Hospitalbewohner beständig ab, was zu einem gewissen Teil mit den damals auf den Färöern grassierenden Pocken in Zusammenhang stehen dürfte. Zwischen 1723 und 1736 befanden sich nur noch drei Patienten im Hospital und ab 1740 nur noch ein einziger dauerhaft Kranker, der dann 1752 starb. Danach hatte das Hospital keine Dauerpatienten mehr und der Ort wurde nur noch vom siebenköpfigen Verwaltungs- und Dienstpersonal bewohnt. Durch seine sicheren Einkunftsquellen war das Hospital aber nicht in seiner Existenz bedroht, im Gegenteil, es verlieh sogar Geld.
Anfang des 19. Jahrhunderts entschied der damalige Løgmaður Jørgen Frants Hammershaimb schließlich das Hospital und den dazugehörenden Grund und Boden in Argir zu verkaufen. 1828 fand in Saksun eine größere Versteigerung statt, bei der auch das Hospital in Argir zum Kauf angeboten wurde. Andrass Mortansson, ein Vorfahre von Niels Juel Arge, kaufte für 1005 dänische Reichstaler die Gebäude des Hospitals zusammen mit dem dazugehörenden Boden. Im darauffolgenden Jahr, 1829, zog er zusammen mit seiner Frau Elspa dorthin und besiedelte den Ort neu. Andrass errichtete zwischen 1831 und 1835 auch eine Brücke über die Sandá. Diese Brücke wurde mittlerweile wiederhergestellt und dient, gleich neben der modernen Verkehrsbrücke gelegen, nun als Fußgängerübergang.